# Georg Ludwig Fertsch
Georg Ludwig Fertsch (* 12. Juni 1890 in Friedberg (Hessen); † 31. Oktober 1948 in Frankfurt am Main) war ein Frankfurter Unternehmer und Kommunalpolitiker. Nach dem Zweiten Weltkrieg gehörte er zu den ersten hessischen Landespolitikern. Er war erster Landesvorsitzender der FDP Hessen.

## Ausbildung und Beruf
Nach einer kaufmännischen Lehre studierte er Nationalökonomie an der Frankfurter Akademie für Sozial- und Handelswissenschaften, zugleich war er von 1912 bis 1914 Prokurist in der väterlichen Großhandelsfirma Fertsch & Co. in Friedberg. Nach dem Kriegsdienst im Ersten Weltkrieg wurde er 1919 Geschäftsführer der Firma W. Fertsch & Co. 1920 legte er die kaufmännische Diplomprüfung an der Universität Frankfurt ab und promovierte 1922 in Hamburg.
1923 wurde Georg Ludwig Fertsch Geschäftsführer, 1929 Teilhaber der Chemischen Reinigungswerke Gebr. Röver in Frankfurt-Niederrad, zeitweise Deutschlands größtes Unternehmen für chemische Reinigung. Von 1925 bis 1933 war er Arbeitsrichter in Frankfurt am Main.
Fertsch war seit 1920 Mitglied und später Meister vom Stuhl der Freimaurerloge Zur Einigkeit in Frankfurt am Main. Er war verheiratet und hatte drei Söhne (Dieter, Wolfgang und Günther). Dieter Fertsch-Röver wurde ebenfalls hessischer Landtagsabgeordneter der FDP in der 11. Wahlperiode.

## Widerstand
Als Liberaler stand Georg Ludwig Fertsch dem Nationalsozialismus kritisch gegenüber. Er wurde wegen „Sabotage der Anordnungen der Arbeitsfront“ und Bevorzugung jüdischer Arbeitskräfte zu Geld- und Gefängnisstrafen verurteilt, ihm wurde die Leitung seines Unternehmens entzogen. Im September 1944 wurde er zu Schanzarbeiten an die Westfront zwangsverpflichtet. In der Haft erlitt er schwere gesundheitliche Schäden.

## Politik
Bis 1933 war Georg Ludwig Fertsch für die DVP in Frankfurt als Kommunalpolitiker aktiv, 1932/33 als Stadtrat.
Im April 1945 ernannte ihn die amerikanische Militärregierung zum stellvertretenden Bürgermeister für Frankfurt-Süd – Frankfurt war damals de facto durch die Zerstörung der Mainbrücken zweigeteilt. Er behielt das Amt bis Juni 1945.
Fertsch wurde Mitglied des Bürgerrates und des Hauptausschusses für Entnazifizierung der Wirtschaft. Er organisierte Liberalgesinnte aus ehemaligen Anhängern der DVP und DDP. Der Frankfurter Kreisverband der künftigen FDP wurde Anfang September 1945 als „Liberal Demokratische Partei“ gegründet und bestimmte Fertsch zu seinem Vorsitzenden. Am 28. September 1945 erfolgte die Zulassung der Militärregierung.
Am 11. Januar 1946 wurde die FDP in Hessen unter dem Namen LDP „Liberaldemokratische Partei – Landesverband-Großhessen“ von den amerikanischen Militärbehörden zugelassen.
Vorangegangen war eine Gründungsversammlung am 29. Dezember 1945 in Frankfurt am Main. Vertreter der liberalen Kreisverbände wählten auf dieser Versammlung Georg Ludwig Fertsch zum ersten Landesvorsitzender der Hessischen LDP (FDP).
Am 1. Juni 1946 bestimmte der Landesparteitag, ihn zwar als Parteivorsitzenden zu bestätigen, aber August-Martin Euler zu beauftragen, den Landesverband nach außen zu vertreten. So entmachtet, trat Georg Ludwig Fertsch am 21. Juni 1946 zurück.
Vom 26. Februar bis 14. Juli 1946 war Georg Ludwig Fertsch Mitglied des beratenden Landesausschusses des Landes Groß-Hessen.

## Werke
- "Der deutsche Kolonialwaren-Grosshandel, seine Organisation u. volkswirtschaftl. : Bedeutg." Hamburg 1922 (Dissertation)